# 飯野遼也
飯野 遼也（いいの りょうや）は新潟県出身のボディビルダー、ダイエットインストラクター、柔道整復師、実業家。
新潟県燕市のTRANCE GYM代表、経営者。IINO DOJO代表取締役。

## 経歴
新潟県立吉田高等学校、新潟柔整専門学校卒業。
ボディビルダーとして、これまでBBJ日本大会優勝、NPCJ総合優勝。